# Distrito de Chełmno
Chełmno (polaco: powiat chełmiński) es un distrito (powiat) del voivodato de Cuyavia y Pomerania (Polonia). Fue constituido el 1 de enero de 1999 como resultado de la reforma del gobierno local de Polonia aprobada el año anterior. Limita con otros cinco distritos de Cuyavia y Pomerania: al norte con Świecie, al este con Grudziądz y Wąbrzeźno, al sur con Toruń y al suroeste con Bydgoszcz; y está dividido en siete municipios (gmina): uno urbano (Chełmno) y seis rurales (Chełmno, Kijewo Królewskie, Lisewo, Papowo Biskupie, Stolno y Unisław). En 2011, según la Oficina Central de Estadística polaca, el distrito tenía una superficie de 526,94 km² y una población de 51 503 habitantes.